# Rosa Martha Torres López
Rosa Martha Torres López (Morelia) es una astrofísica mexicana que colaboró con el equipo de científicos de México y Estados Unidos que descubrieron el exoplaneta que orbita la estrella TVLM 513-46546.

## Trayectoria académica
Estudió ingeniería física en el Instituto Tecnológico y de Estudios Superiores de Monterrey (ITESM), para posteriormente ingresar al Instituto de astronomía de la UNAM donde obtuvo la maestría y el doctorado en astrofísica, hizo su primera estancia postdoctoral en el AIfA de la Universidad de Bonn y la segunda en el Instituto de Astronomía y Meteorología de la Universidad Autónoma de Guadalajara (UDG).
En 2009 fue acreedora de Premio Estatal de Divulgación Científica Michoacán; en su disciplina es experta en el área de interferometría de Muy Larga Línea de Base; se desempeñó como académica del Centro Universitario de Tonalá de la UDG.

## Líneas de investigación
- Determinación de parámetros físicos de estrellas jóvenes cercanas con radiointerferómetros[4]

## Divulgación
Diseñó juegos y material didáctico para la divulgación de la astronomía entre niños y jóvenes; creó un Club de Astronomía en 2017 para la divulgación de su disciplina, da charlas en noches de estrellas y eventos astronómicos de divulgación y participa activamente en los eventos de la Semana Mundial del Espacio.

## Aportaciones científicas
Algunas de sus investigaciones se basaron en las estrellas jóvenes alrededor del sol a través del telescopio VLBA (Very Large Baseline Array) que se encuentra en Estados Unidos; entre otros hallazgos que surgieron de sus observaciones sobre la distancia de las estrellas, reportó las propiedades de estrellas dobles: 
Nos hemos percatado que estas estrellas interaccionan cuando pasan una al lado de la otra; cuando están cerca se prenden y emiten bastante luz y cuando se alejan, se apagan.
Formó parte del grupo de científicos mexicanos y estadounidenses, quienes a través de la astrometría descubrieron un exoplaneta con una masa similar a Saturno que se encuentra a 35 años luz de la Tierra y que tiene una órbita circular de 221 días que gira alrededor de la estrella enana roja ultra fría TVLM 513-46546; este grupo de científicos estuvo conformado por Salvador Curiel Ramírez (Instituto de Astronomía de la UNAM), Gisela Ortiz de León (Instituto Max Plack) y Amy Mioduszewski (Observatorio Nacional de Radioastronomía). 
El hallazgo de este exoplaneta fue resultado de un trabajo de dos años y se ejecutó con 10 radiotelescopios del Obervatorio Nacional de Radioastronomía (E.E.U.U) en los que realizaron 27 observaciones durante casi 200 horas. Fue además, el primer descubrimiento de un planeta mediante este tipo de telescopios. 
El siguiente paso del proyecto consiste en la comprobación de la existencia del exoplaneta con un método diferente para que se puedan analizar sus características y atmósfera posteriormente.Con este proyecto, la científica aportó información como el tamaño de la estrella, cuánta luz emite, así como la determinación de su masa y edad.

## Brecha de género en la ciencia
Sobre el papel de la mujer en la ciencia y la brecha de género en ella indicó que:
Un reto consiste en la educación de las niñas, enseñarles que son fuertes, que son capaces, que pueden hacer lo que sea y que no porque sean niñas no pueden ser astronautas.

## Premios y distinciones
| Año  | Premio                                                     | Resultado          | Referencia |
| ---- | ---------------------------------------------------------- | ------------------ | ---------- |
| 2021 | Premio Estatal de Innovación, Ciencia y Tecnología Jalisco | Nominada           | [ 4 ]      |
| 2011 | Mejor tesis de astronomía 2009                             | Mención honorífica | [ 4 ]      |
| 2009 | Premio Estatal de Divulgación Científica Michoacán 2009    | Ganadora           | [ 4 ]      |
| 2009 | Medalla Alfonso Caso                                       | Nominada           | [ 4 ]      |